# Open Source Security Information Management
Open Source Security Information Management por sus siglas (OSSIM) es una colección de herramientas bajo la licencia GPL, diseñadas para ayudar a los administradores de red en la seguridad de las computadoras, detección de intrusos y prevención. 

## Descripción
El objetivo del proyecto es ofrecer una herramienta que ayude a la administración de eventos de seguridad mediante un motor de correlación y una colección detallada de herramientas open source las cuales sirven al administrador para tener una vista de todos los aspectos relativos a la seguridad en su infraestructura.
OSSIM  a su vez provee una fuerte motor de correlación, con detallados niveles, bajos, medianos y altos de interfaces de visualización, como también reportes y herramientas de manejo de incidentes.
La habilidad de actuar como un sistema de prevención de intrusos basado en información correlativa de cualquier fuente, resulta en una útil herramienta de seguridad. Toda esta información puede ser filtrada por red o sensor con el objetivo de proveer únicamente la información requerida por un usuario específico, permitiendo una buena granularidad en un ambiente de seguridad multi usuario.

## Componentes
Ossim está compuesto por los siguientes elementos de software:
•	Arpwatch, utilizado para detección de anomalías en direcciones MAC.
•	P0f, utilizado para la identificación pasiva de OS.
•	PRADS, utilizado para detectar anomalías en servicios.
•	Openvas, utilizado para la evaluación y correlación cruzada (Sistema de detección de intrusos vs Escáner de Vulnerabilidad)
•	Snort, utilizado como sistema de detección de intrusos (IDS) como también para la correlación cruzada con Nessus.
•	SPADE, es un motor de detección de anomalías en paquetes. Utilizado para obtener conocimiento de ataques sin firma.
•	Tcptrack, utilizado para conocer la información de las sesiones, lo cual puede conceder información útil relativa a los ataques.
•	Ntop, el mismo construye una impresionante base de datos con la información de la red, para la detección de anomalías en el comportamiento.
•	Nagios, utilizado para monitorear la disponibilidad de los hosts y servicios.
•	nfSen, visor de flujos de red para la detección de anomalías de red.
•	Osiris, es un sistema de detección de intrusos basado en host (HIDS). 
•	Snare, colecciona los logs de sistemas Windows.
•	OSSEC, es un sistema de detección de intrusos basado en hosts.
•	OSSIM también incluye herramientas desarrolladas específicamente para él, siendo el más importante un motor de correlación con soporte de directivas lógicas e integridad de logs con plugins.